# Birr, Irland
Birr (iriska: Biorra) är en småstad i grevskapet Offaly på Irland. Den är belägen vid floderna Camcor och Little Brosnas sammanflöde, uppströms från utloppet i floden Shannon. Mellan 1620 och 1899 gick staden under namnet Parsonstown. Tätorten (settlement) Birr hade 4 370 invånare vid folkräkningen 2016.